# ビッキー・タフミル
ビッキー・タフミル（Vicky Tahumil、1974年2月26日 - ）は、インドネシア出身のプロボクサー。フライ級、ライトフライ級を主戦とする。

## 来歴
1998年3月3日にジャカルタでプロデビュー。
2000年12月1日、インドネシアライトフライ級王座を獲得した 。同王座は7度防衛した。
2004年4月13日、PABAライトフライ級王者マービン・タンパスと対戦し、3-0（120-109、116-114、118-110）の判定勝ちで王座を獲得した。
2004年10月5日、ウィサヌ・ ゴーキェットジムと対戦し、8回KO勝ちを収め、初防衛に成功した。
2005年4月、PABAライトフライ級王座を返上。
2007年2月23日にWBA世界ライトフライ級4位となっていたタフミル自身初の海外遠征を行い、日本の北海道立総合体育センターで亀田大毅と51.5kg契約10回戦で戦った。前日計量は50.6kgでクリアし、試合は初黒星となる3回1分18秒KO負けを喫した。
亀田大毅戦のKOシーンにおいて見せた印象的な笑顔が一部で話題を集めた。俗に地獄の苦しみを味わうというボディブローでのダウンであったが、満面の笑みをたたえて倒れ、10カウントを確認した直後に平然と立ち上がった。
2007年9月25日、南アフリカ共和国・東ケープ州・イースト・ロンドンのオリエント・シアターで行われたWBF世界フライ級王座決定戦でゾラニ・テテと対戦し、4回終了時棄権で王座獲得に失敗した。なお、この王座決定戦時、タフミル、テテともにWBFランキングに名前が無いという不可解な形での王座決定戦となった。
2010年4月23日、タイ・シーサケート県・パユ郡で元WBC世界バンタム級王者ウィラポン・ナコンルアンプロモーションと6回戦契約で試合を行い、2回TKO負けを喫した。
2011年3月22日、タイ・ナコーンサワン県・パユハキーリー郡でプーンサワット・クラティンデーンジムと対戦し、2回KO負けを喫した。

## 獲得タイトル
- インドネシアライトフライ級王座
- PABAライトフライ級王座